# Moses Concas
 Moses Concas (Olaszország, Szardínia, Iglesias, 1988. –) harmonika-virtuóz, zeneszerző, producer; amellett képzőművész és szájharmonika-gyártó. Utcazenészből nemzetközileg ismert sztárrá vált.

## Pályakép
Szardínia szigetén született. 2013-ban felismerte, hogy a zenélés a hivatása, és Londonba ment, ahol az utcán kezdett játszani.
Az első két évben már két albumot adott ki. A reggae, a hiphop és a blues zene egyes elemei ismerhetők fel muzsikájában.
Előadásmódja nem tűri a stiláris besorolást. A szájharmónikát – a lábával „hajtott”, szinte erőszakosan dübörgő elektromos lábdob támogatásával – szólóhangszerré tette.

## Albumok
- Strays
- Natural Moses (2016)
- Cannonau Spirits (2016)

## Díjak

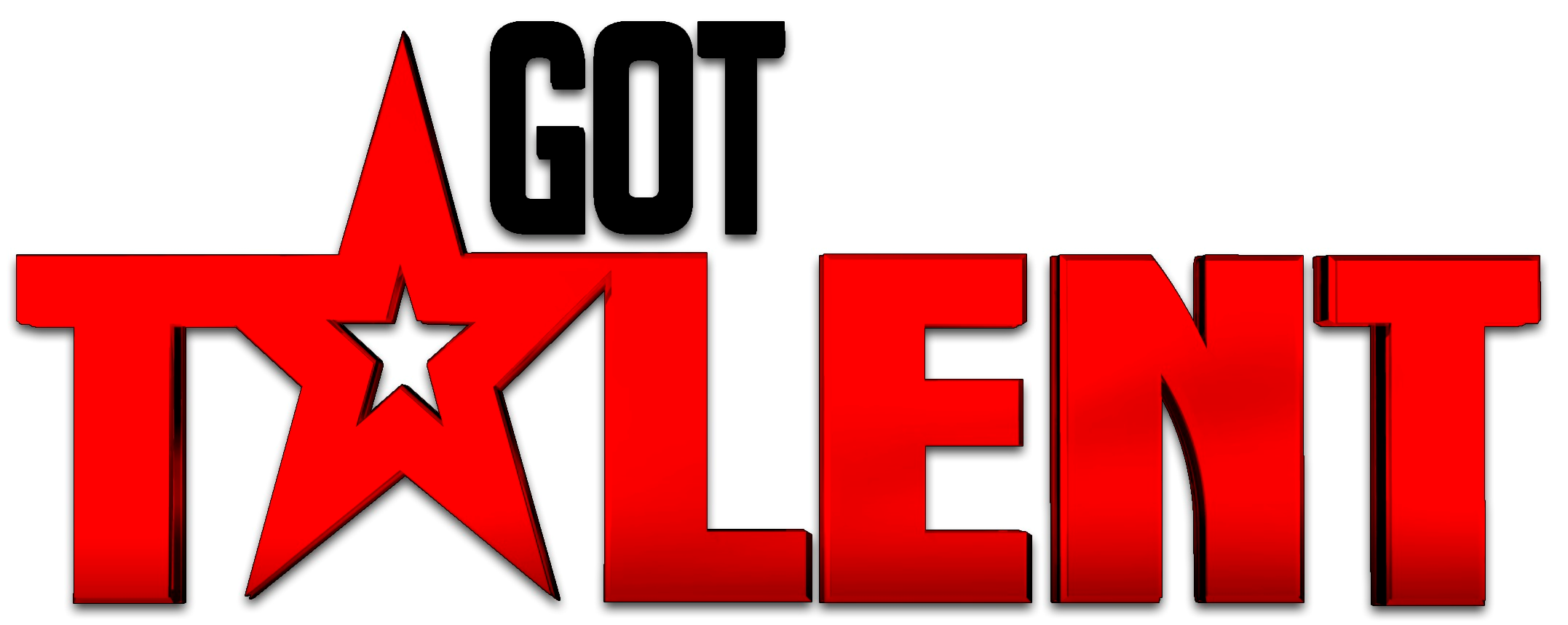

2016-ban Moses megnyerte a olasz Got Talent nemzetközi tehetségkutató zenei versenyt.